# Interstate 4
Pour les articles homonymes, voir I4 et Route 4.
L'Interstate 4 (ou I-4) est une autoroute inter-États de 212,91 km (132,3 miles) de long située en Floride, aux États-Unis. Elle joint l'Interstate 275 à Tampa (27° 57′ 54″ N, 82° 27′ 10,8″ O) à l'Interstate 95, à Daytona Beach (29° 09′ 18″ N, 81° 04′ 33,6″ O). À l'est du croisement avec l'I-95, l'I-4 est notée Florida State Road 400, jusqu'au croisement avec l'US 1, à Daytona Beach même.

## Description de la route

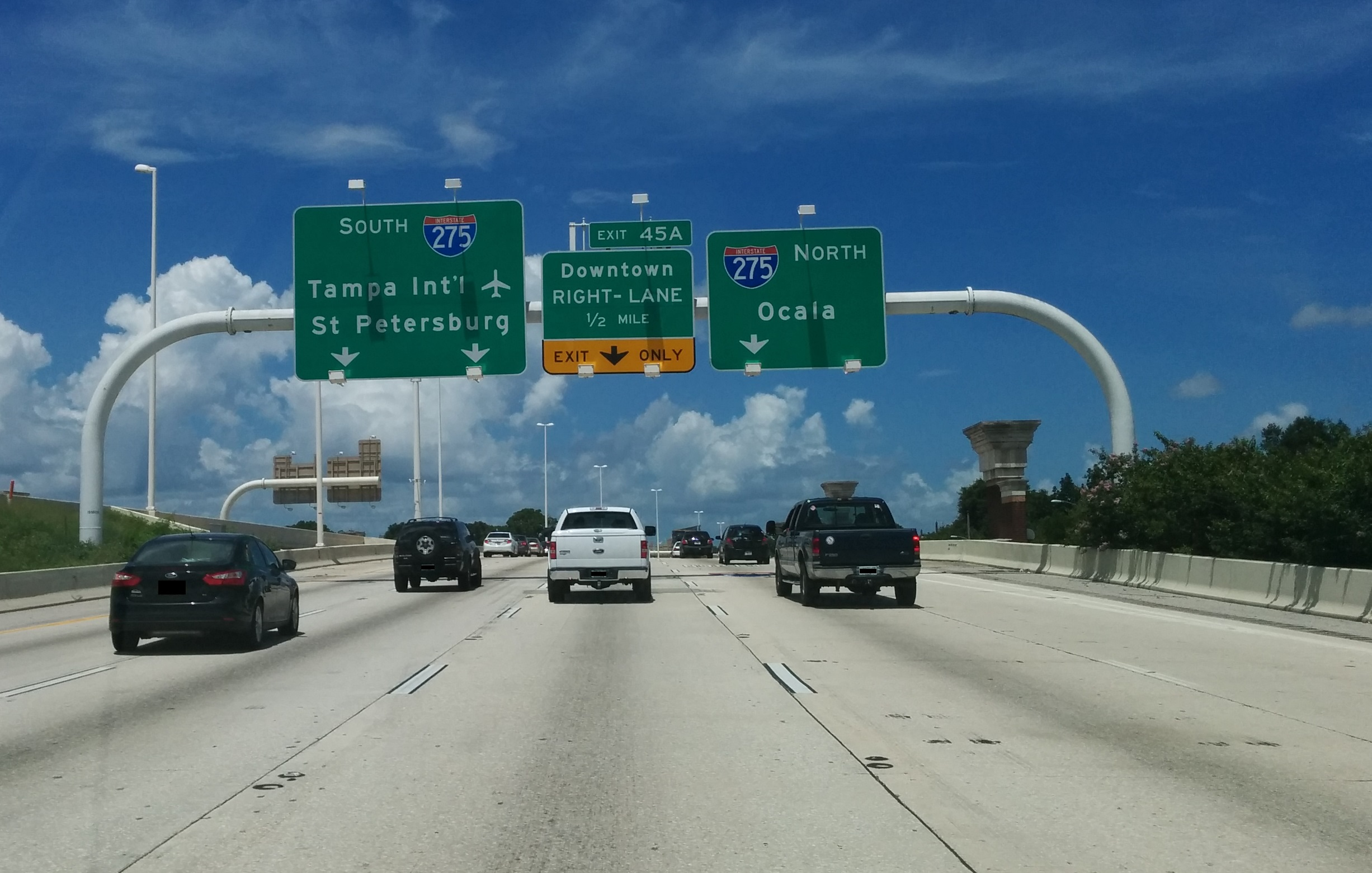
Approche "Malfunction Junction" en direction ouest sur l'I-4

Mis à part les comtés d'Orange et de Seminole, où son tracé est presque orienté nord-sud, l'I-4 maintient tout au long de son cours une direction nord-est sud-ouest.
L'autoroute commence à Tampa à la sortie 45B de l'I-275, à un échangeur surnommé Malfunction Junction du fait du nombre d'accidents qui y surviennent, et prend vers l'est, dans la direction de l'I-75. Après l'avoir croisée (28° 00′ 07,17″ N, 82° 19′ 23,63″ O
), l'I-4 prend vers le nord-est, dans la direction d'Orlando, qu'elle traverse du sud vers le nord après avoir traversé sa région métropolitaine. Elle y croise la Florida State Road 91, route à péages plus connue sous le nom de Florida's Turnpike.
Dans le comté d'Orange, l'I-4 passe à travers Walt Disney World Resort et près de Seaworld Orlando ainsi que Universal Orlando. L'artère touristique principale d'Orlando, International Drive, longe l'I-4 sur près de 1.5 mi (2.4 km).
Après avoir passé du côté ouest d'Orlando, l'I-4 continue de traverser les banlieues nord, incluant Winter Park, Maitland, Altamonte Springs et Sanford.
Au nord de Sanford, l'I-4 emprunte le St. Johns River Veterans Memorial Bridge pour traverser la rivière St. Johns à l'embouchure du Lac Monroe. C'est après ce pont qu'elle entre dans le comté de Volusia, dernier comté de son tracé.

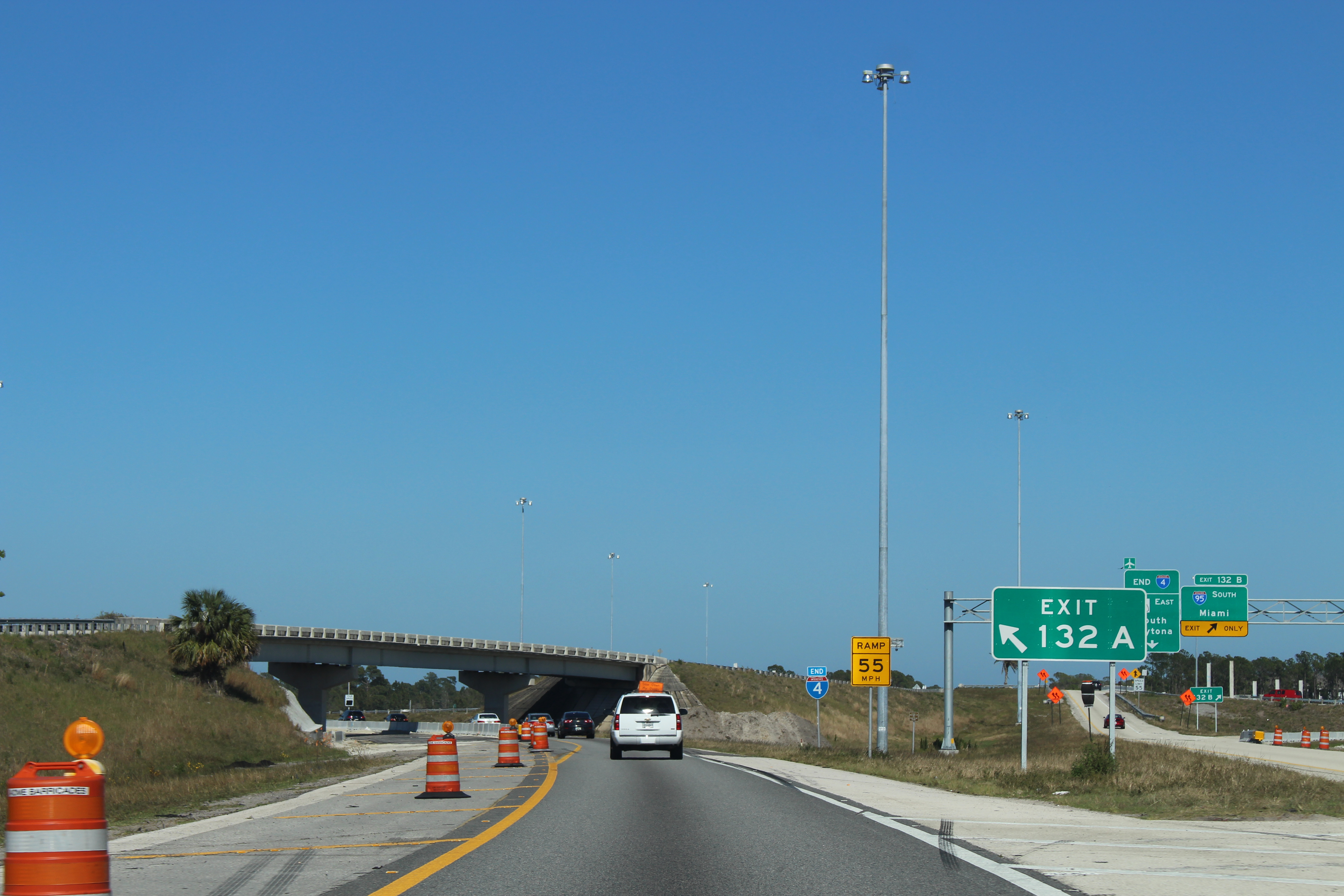
Terminus est de l'I-4 à la jonction de l'I-95 à Daytona Beach

L'I-4 se termine au croisement avec l'I-95, mais la Florida State Road 400 continue à travers la ville sur 4,8 km (3 miles), desservant le Daytona International Airport et le Daytona International Speedway. La SR 400 se termine au croisement avec l'US 1 (29° 11′ 01,48″ N, 81° 00′ 30,52″ O). De plus, l'I-4 est très utilisée par les automobilistes pour rejoindre la ville d'Orlando à Walt Disney, duquel l'autoroute passe tout juste à côté.

### Services
L'I-4 a deux paires d'aires de repos. La première se trouve près de Polk City et la seconde près de Longwood. À ces deux endroits se trouvent des installations dans chaque direction. Des toilettes, des tables de pique-nique et des machines distributrices s'y trouvent.

## La route des parcs d'attractions
La route passe à côté des principaux parcs d'attractions de Floride. Elle dessert tout d'abord le parc Busch Gardens, près de Tampa. Dans la région d'Orlando, trois sorties desservent le complexe de Walt Disney World Resort. La première donnant accès à la ville de Celebration, la seconde se situe au niveau du parc Disney's Animal Kingdom et la dernière au niveau d'Epcot. Ensuite, la route offre une sortie sur SeaWorld, puis le complexe d'Universal Orlando Resort.

## Liste des sorties
| Interstate 4                                                           |                       |            |            |                                          |                                          | | |
| Comté                                                                  | Municipalité          | mi         | km         | Sortie (Ancienne)                        | Sortie (Nouvelle)                        | Intersections / Destinations                                                                                | Notes |
| Hillsborough                                                           | Tampa                 | 0,00       | 0,00       |                                          | —                                        | I-275 sud – Aéroport International de Tampa, St. Petersburg SR 400 commence                                 | Terminus ouest de l'I-4/SR 400; terminus ouest du multiplex avec SR 400; Sortie 45B (I-275)                                                                |
| Hillsborough                                                           | Tampa                 | 0,00       | 0,00       |                                          | 45A                                      | Centre-ville de Tampa est/ouest                                                                             | Sortie en direction ouest seulement; numéro de sortie basé sur le millage de l'I-275                                                                       |
| Hillsborough                                                           | Tampa                 | 0,00       | 0,00       |                                          | 0                                        | I-275 nord – Ocala                                                                                          | Sortie en direction ouest et entrée en direction Est; Sortie 45B                                                                                           |
| Hillsborough                                                           | Tampa                 | 1,15       | 1,86       |                                          | 1                                        | 21st Street / 22nd Street                                                                                   | Ancienne SR 585 |
| Hillsborough                                                           | Tampa                 | 1,76       | 2,83       |                                          | 2                                        | SR 618 (en) (Selmon Expressway) – Brandon, Port de Tampa                                                    | Accès via l'échangeur I-4–Selmon Expressway (sortie à fauche dans les deux directions); accès depuis et vers SR-618 seulement dans la même direction       |
| Hillsborough                                                           | Tampa                 | 2,46       | 3,96       |                                          | 2                                        | SR 569 (en) (40th Street)                                                                                   | Fermé |
| Hillsborough                                                           | Tampa                 | 3,27       | 5,25       |                                          | 3                                        | US-41 (50th Street) / Columbus Drive                                                                        | Sortie à gauche en direction est, entrée à gauche en direction ouest                                                                                       |
| Hillsborough                                                           | East Lake-Orient Park | 4,71       | 7,57       | 4                                        | 5                                        | SR 574 (en) (Martin Luther King Jr. Boulevard)                                                              | |
| Hillsborough                                                           | East Lake-Orient Park | 5,57       | 8,97       | 5                                        | 6                                        | Orient Road                                                                                                 | Sortie en direction est et entrée en direction ouest |
| Hillsborough                                                           | East Lake-Orient Park | 6,68       | 10,76      | 6                                        | 7                                        | US 92 (Hilsborough Avenue) to US 301 – Riverview (en), Zephyrhills, Busch Gardens                           | Accès en direction est à et depuis la US 92 Est; accès en direction ouest à et depuis la US 92 Ouest                                                       |
| Hillsborough                                                           | Mango                 | 8,61       | 13,86      | 7                                        | 9                                        | I-75 – Ocala, Naples                                                                                        | Sortie 261 (I-75) |
| Hillsborough                                                           | Mango                 | 10,14      | 16,32      | 8                                        | 10                                       | Mango Road – Mango, Thonotosassa                                                                            | |
| Hillsborough                                                           | Dover                 | 13,88      | 22,33      | 9                                        | 14                                       | McIntosh Road                                                                                               | |
| Hillsborough                                                           | Dover                 | 17,43      | 28,06      | 10                                       | 17                                       | Branch Forbes Road                                                                                          | Dessert Dinosaur World (en) |
| Hillsborough                                                           | Plant City            | 19,52      | 31,41      | 11                                       | 19                                       | SR 566 (en) (Thonotosassa Road)                                                                             | |
| Hillsborough                                                           | Plant City            | 21,28      | 34,25      | 13                                       | 21                                       | SR 39 (en) (Alexander Street) / CR 39 (Buchman Highway)                                                     | Alexander Street était à l'origine l'ancienne sortie 12, mais a été combinée à la sortie 13; accès à l'Hôpital Baptiste du sud de la Floride               |
| Hillsborough                                                           | Plant City            | 22,60      | 36,37      | 14                                       | 22                                       | Park Road                                                                                                   | |
| Hillsborough                                                           |                       | 25,56      | 41,14      | 15                                       | 25                                       | County Line Road                                                                                            | |
| Polk                                                                   | Lakeland              | 26,53      | 42,70      | 15A                                      | 27                                       | SR 570 (en) est (Polk Parkway) – Lakeland, Winter Haven, Bartow                                             | |
| Polk                                                                   | Lakeland              | 28,37      | 45,65      | 16                                       | 28                                       | US 92 – Lakeland                                                                                            | |
| Polk                                                                   | Lakeland              | 30,68      | 49,37      | 17                                       | 31                                       | SR 539 (en) – Kathleen, Lakeland                                                                            | |
| Polk                                                                   | Lakeland              | 32,00      | 51,50      | 18                                       | 32                                       | US 98 – Lakeland, Dade City                                                                                 | |
| Polk                                                                   | Lakeland              | 33,44      | 53,82      | 19                                       | 33                                       | SR 33 (en) / CR 582 Lakeland                                                                                | |
| Polk                                                                   | Lakeland              | 37,89      | 60,98      | 20                                       | 38                                       | SR 33 (en)                                                                                                  | |
| Polk                                                                   | Lakeland              | 41,22      | 66,34      | 20A                                      | 41                                       | SR 570 (en) ouest (Polk Parkway) – Auburndale, Lakeland                                                     | La sortie 24 de la SR 570 dessert l'Université polytechnique de Floride (en)                                                                               |
| Polk                                                                   | Auburndale            | 43,98      | 70,78      | 21                                       | 44                                       | SR 559 (en) – Polk City, Auburndale                                                                         | Dessert Fantasy of Flight |
| Polk                                                                   |                       | 47,98      | 77,22      | 22                                       | 48                                       | CR 557 – Lake Alfred, Winter Haven                                                                          | |
| Polk                                                                   |                       | 54,73      | 88,08      | 23                                       | 55                                       | US 27 – Haines City, Clermont                                                                               | Dessert Legoland Florida et le Centre médical régional du Cœur de la Floride                                                                               |
| Limite comtés de Polk – Osceola                                        | Four Corners          | 57,72      | 92,90      | 24                                       | 58                                       | CR 532 – Poinciana, Kissimmee                                                                               | |
| Osceola                                                                | Four Corners          | 59,66      | 96,02      |                                          | 60                                       | SR 429 (en) nord (Western Expressway) – Apopka                                                              | Sortie 1 (SR 429) |
| Osceola                                                                | Celebration           | 61,78      | 99,43      | 24C-D-E                                  | 62                                       | SR 417 (en) nord (Central Florida GreeneWay) – Disney World, Aéroport international de Celebration, Sanford | Échangeur complet pour Celebration/Walt Disney World, sortie en direction est et entrée en direction ouest pour SR 417                                     |
| Osceola                                                                | Celebration           | 64,17      | 103,26     | 25A-B                                    | 64                                       | US 192 – Kissimmee, Magic Kingdom                                                                           | |
| Osceola                                                                | Celebration           | 65,32      | 105,13     | 26C-D                                    | 65                                       | CR 522 – Osceola Parkway, Animal Kingdom, Hollywood Studios                                                 | |
| Orange                                                                 | Lake Buena Vista      | 66,57      | 107,13     | 26A-B                                    | 67                                       | SR 536 (en) est vers SR 417 (en) Nord – Epcot, Disney Springs                                               | |
| Orange                                                                 | Lake Buena Vista      | 68,11      | 109,61     | 27                                       | 68                                       | SR 535 (en) – Kissimmee, Lake Buena Vista                                                                   | |
| Orange                                                                 | Williamsburg          | 70,98      | 114,24     | 27A                                      | 71                                       | Sea World                                                                                                   | Accès via Central Florida Parkway; sortie en direction est et entrée en direction ouest                                                                    |
| Orange                                                                 | Williamsburg          | 71,74      | 115,46     | 28                                       | 72                                       | SR 528 (en) est (Beachline Expressway) – Aéroport international d'Orlando, Cape Canaveral                   | Vers Sea World, Orange County Convention Center, Kennedy Space Center et Port Canaveral                                                                    |
| Orange                                                                 | Orlando               | 73,73      | 118,66     | 29A                                      | 74A                                      | SR 482 (en) est (Sand Lake Road) – Kissimmee, Lake Buena Vista                                              | En conversion pour un échangeur divergeant en diamant |
| Orange                                                                 | Orlando               | 75,25      | 121,10     | 29B                                      | 74B                                      | Universal, Universal Boulevard / International Drive                                                        | Sortie 74B en direction ouest, sortie 75A en direction est                                                                                                 |
| Orange                                                                 | Orlando               | 75,25      | 121,10     | 30A                                      | 75A                                      | Universal, Universal Boulevard / International Drive                                                        | Sortie 74B en direction ouest, sortie 75A en direction est                                                                                                 |
| Orange                                                                 | Orlando               | 75,25      | 121,10     |                                          |                                          | Voies express de l'I-4                                                                                      | Terminus planifié des voies express |
| Orange                                                                 | Orlando               | 75,25      | 121,10     | 30B                                      | 75B                                      | SR 435 (en) (Kirkman Road) – International Drive                                                            | Se sépare en sortie 75A (nord) et 75B (sud/Int'l Dr.) en direction ouest; Int'l Dr. non indiquée en direction est; dessert Volcano Bay et Fun Spot America |
| Orange                                                                 | Orlando               | 75,25      | 121,10     |                                          | —                                        | Grand National Drive                                                                                        | Échangeur planifié pour les voies express seulement |
| Orange                                                                 | Orlando               | 76,36      | 122,89     | 31                                       | 77                                       | Florida's Turnpike – Miami, Ocala                                                                           | Sortie 259 (Florida's Turnpike) |
| Orange                                                                 | Orlando               | 76,36      | 122,89     |                                          | —                                        | Florida's Turnpike sud                                                                                      | Échangeur prévu pour les voies express seulement; sortie direction ouest, entrée direction est                                                             |
| Orange                                                                 | Orlando               | 77,76      | 125,14     | 31A                                      | 78                                       | Conroy Road                                                                                                 | Dessert Millenia Mall et Holy Land Experience |
| Orange                                                                 | Orlando               | 79,15      | 127,38     | 32                                       | 79                                       | CR 423 (John Young Parkway)                                                                                 | |
| Orange                                                                 | Orlando               | 80,47      | 129,51     | 33A                                      | 80                                       | US 17 / US 92 / US 441                                                                                      | La sortie en direction ouest ne donne pas accès à US 17 nord, US 92 est ou US 441 nord                                                                     |
| Orange                                                                 | Orlando               | 80,47      | 129,51     | 33B                                      | 80                                       | US 17 / US 92 / US 441                                                                                      | La sortie en direction ouest ne donne pas accès à US 17 nord, US 92 est ou US 441 nord                                                                     |
| Orange                                                                 | Orlando               | 80,47      | 129,51     | 33B                                      | 80B                                      | US 17 nord / US 92 est / US 441 nord                                                                        | Fermée; anciennement sortie en direction est et entrée en direction ouest                                                                                  |
| Orange                                                                 | Orlando               | 81,00      | 130,36     | 34                                       | 81                                       | Michigan Street vers US 17 nord / US 92 est / US 441 nord                                                   | Indications en direction ouest |
| Orange                                                                 | Orlando               | 81,47      | 131,11     | 35                                       | 81                                       | Kaley Avenue                                                                                                | Indications en direction est |
| Orange                                                                 | Orlando               |            |            |                                          | —                                        | SR 408 (en) est                                                                                             | Échangeur planifié pour les voies express en direction est seulement                                                                                       |
| Orange                                                                 | Orlando               | 82,12      | 133,15     | 36                                       | 82                                       | SR 408 (en) (East–West Expressway)                                                                          | |
| Orange                                                                 | Orlando               | 82,12      | 133,15     | 37                                       | 82B                                      | Gore Street                                                                                                 | |
| Orange                                                                 | Orlando               | 82,12      | 133,15     | 38                                       | 82B                                      | Anderson Street                                                                                             | |
| Orange                                                                 | Orlando               | 82,12      | 133,15     | 39                                       | 83                                       | South Street; Anderson Street                                                                               | Indiquée South Street direction est; Anderson Street direction ouest                                                                                       |
| Orange                                                                 | Orlando               | 82,12      | 133,15     |                                          | —                                        | Anderson Street                                                                                             | Échangeur prévu pour les voies express seulement; entrée direction est seulement                                                                           |
| Orange                                                                 | Orlando               | 82,12      | 133,15     |                                          | —                                        | South Street                                                                                                | Échangeur prévu pour les voies express seulement; aucune entrée direction est seulement                                                                    |
| Orange                                                                 | Orlando               | 82,12      | 133,15     |                                          | —                                        | SR 408 (en) ouest                                                                                           | Échangeur prévu pour les voies express seulement; sortie direction ouest seulement                                                                         |
| Orange                                                                 | Orlando               | 82,12      | 133,15     | 36                                       | 82A                                      | SR 408 (en) (East–West Expressway)                                                                          | |
| Orange                                                                 | Orlando               | 83,30      | 134,06     | 40                                       | 83A                                      | SR 526 (en) (Robinson Street)                                                                               | |
| Orange                                                                 | Orlando               | 83,79      | 134,85     | 41                                       | 84A                                      | US 17 / US 92 / SR 50 (en) (Colonial Drive) / Amelia Street                                                 | |
| Orange                                                                 | Orlando               | 84,28      | 135,63     | 42                                       | 84B                                      | US 17 sud / US 92 / SR 50 (en) ouest (Colonial Drive ouest)                                                 | Sortie direction est, entrée direction ouest |
| Orange                                                                 | Orlando               | 84,28      | 135,63     | 42                                       | 84B                                      | Ivanhoe Boulevard                                                                                           | Sortie direction ouest, entrée direction est; accès prévu aux voies express                                                                                |
| Orange                                                                 | Orlando               | 85,14      | 137,01     | 43                                       | 85                                       | Princeton Street                                                                                            | Accès à l'Hôpital de la Floride |
| Orange                                                                 | Orlando               | 85,89      | 138,23     | 44                                       | 86                                       | Par Street                                                                                                  | Sortie direction est, entrée direction ouest |
| Orange                                                                 | Winter Park           | 86,79      | 139,67     | 45                                       | 87                                       | SR 426 (en) (Fairbanks Avenue)                                                                              | |
| Orange                                                                 | Winter Park           | 87,78      | 141,25     | 46                                       | 88                                       | SR 423 (en) (Lee Road)                                                                                      | Terminus ouest du multiplex avec US 17 (Camions) / US 92 (Camions); dessert Eatonville                                                                     |
| Orange                                                                 | Maitland              | 89,49      | 144,02     | 47                                       | 90A-B                                    | SR 414 (en) (Maitland Boulevard)                                                                            | Accès via des voies collectruces; terminus est du multiplex avec US 17 (Camions) / US 92 (Camions); sortie 90A (est) et 90B (ouest)                        |
| Orange                                                                 | Maitland              | 89,49      | 144,02     |                                          | 90C                                      | Lake Destiny Road                                                                                           | |
| Seminole                                                               | Altamonte Springs     | 91,63      | 147,47     | 48                                       | 92                                       | SR 436 (en) — Altamonte Springs,Apopka                                                                      | Accès à l'Hôpital d'Altamonte Springs |
| Seminole                                                               | Altamonte Springs     |            |            |                                          | —                                        | Central Parkway                                                                                             | Échangeur prévu pour les voies express seulement; sortie direction est, entrée direction ouest                                                             |
| Seminole                                                               | Wekiwa Springs        | vide       | vide       |                                          | —                                        | I-4 Express Lanes                                                                                           | Terminus prévu des voies express |
| Seminole                                                               | Wekiwa Springs        | 93,61      | 150,66     | 49                                       | 94                                       | SR 434 (en) — Longwood, Winter Springs                                                                      | |
| Seminole                                                               | Lake Mary             | 98,40      | 158,36     | 50                                       | 98                                       | Lake Mary, Heathrow, Aéroport de Sanford                                                                    | |
| Seminole                                                               | Lake Mary             | 100,63     | 161,95     | 51A                                      | 101A                                     | CR 46A — Sanford, Heathrow                                                                                  | |
| Seminole                                                               | Sanford               | 101,37     | 163,13     | —                                        | 101B                                     | SR 417 (en) sud (Seminole Expressway) – Aéroport international d'Orlando                                    | |
| Seminole                                                               | Sanford               | 102,51     | 164,97     | 51                                       | 101C                                     | SR 46 (en) — Mount Dora, Sanford                                                                            | |
| Seminole                                                               | Lake Monroe           | 104,00     | 167,37     | 52                                       | 104                                      | US 17 / US 92 – Sanford                                                                                     | Accès à l'Hôpital régional du Centre de la Floride |
| Lac Monroe                                                             | Lac Monroe            | Lac Monroe | Lac Monroe | St. Johns River Veterans Memorial Bridge | St. Johns River Veterans Memorial Bridge | St. Johns River Veterans Memorial Bridge                                                                    | St. Johns River Veterans Memorial Bridge |
| Volusia                                                                | Deltona               | 107,82     | 173,52     | 53                                       | 108                                      | DeBarry, Deltona                                                                                            | |
| Volusia                                                                | Deltona               | 110,64     | 178,05     | 53CA                                     | 111A                                     | Deltona | |
| Volusia                                                                | Deltona               | 110,64     | 178,05     | 53CB                                     | 111B                                     | Orange City                                                                                                 | |
| Volusia                                                                | Deltona               | 113,78     | 183,12     | 54                                       | 114                                      | SR 472 (en) — Deltona, DeLand                                                                               | |
| Volusia                                                                | Lake Helen            | 115,90     | 186,52     | 55                                       | 116                                      | DeLand, Lake Helen                                                                                          | |
| Volusia                                                                | DeLand                | 118,46     | 190,64     | 56                                       | 118                                      | SR 44 (en) — New Smyrna Beach,DeLand                                                                        | |
| Volusia                                                                |                       | 129,13     | 207,82     | 57                                       | 129                                      | US 92 – Daytona Beach                                                                                       | Sortie direction est et entrée direction ouest; accès à l'Aéroport international de Daytona Beach                                                          |
| Volusia                                                                |                       | 131,99     | 212,41     | 58                                       | 132Av                                    | SR 400 (en) — South Daytona                                                                                 | Terminus est du multiplex avec SR 400; sortie direction est et entrée à gauche direction ouest; sortie 260A (I-95)                                         |
| Volusia                                                                |                       | 132,30     | 212,91     | —                                        | 132B                                     | I-95 / US 92 – Jacksonville, Miami                                                                          | Terminus est; la sortie est pour I-95 sud; sortie 260B (I-95); l'accès à US 92 est la sortie 260C (I-95)                                                   |
| - Terminus de multiplex - Péage - Accès incomplet - Non-ouvert - Fermé |                       |            |            |                                          |                                          | | |